# IC 1845
IC 1845 — галактика типу Sb (компактна витягнута галактика) у сузір'ї Піч.
Цей об'єкт міститься в оригінальній редакції індексного каталогу.